# Luciano Montero
Pour les articles homonymes, voir Montero (homonymie).
Montero  Hernández est un nom espagnol. Le premier nom de famille, en général paternel, est Montero ; le second, en général maternel, souvent omis, est Hernández.
Luciano Montero Hernández (né le 20 avril 1908 à Ordizia et mort le 1er août 1993 à Buenos Aires) est un coureur cycliste espagnol. Professionnel de 1926 à 1943, il a notamment été trois fois champion d'Espagne sur route et vice-champion du monde sur route en 1935. Son frère Ricardo a également été coureur professionnel de 1924 à 1940.

## Palmarès sur route
- 1926
  - Trophée France-Sport
  - 3e du championnat du Guipuscoa sur route
- 1927
  - GP Pascuas
- 1928
  - GP Pascuas
  - 1re étape du Tour du Sud-Ouest
  - 3e de la Prueba Loinaz
- 1929
  -  Champion d'Espagne sur route
  - Prueba Loinaz
  - Vuelta a Piqueras
  - GP Uve
  - 2e du GP Pascuas
- 1930
  - Trofeo Olimpia
  - Tour d'Alava
  - Prueba Loinaz
  - 2e du championnat d'Espagne sur route
- 1931
  - Circuito Ribera del Jalón
  - Prueba Loinaz
  - 3e de la Prueba Legazpia
  - 3e du championnat de Castille
  - 3e du Circuit du Marensin
- 1932
  -  Champion d'Espagne sur route
  - GP Republica
  - 3e de la Pentecostes Proba
- 1933
  - Prueba Legazpia
  - Pentecostes Proba
  - GP Republica
  - 4e étape du Tour de Galice
  - 2e du championnat d'Espagne sur route
- 1934
  -  Champion d'Espagne sur route
  - Grand Prix de l'Écho d'Alger
  - GP Republica
  - GP Vizcaya
  - Prueba Loinaz
  - Prueba San Bartolomé
  - 3e du Grand Prix des Nations
- 1935
  - Championnat de Guipozcoa
  - Pentecostes Proba
  -  Médaillé d'argent du championnat du monde sur route
  - 3e du Grand Prix des Nations
  - 3e du championnat d'Espagne sur route
  - 3e du GP Republica
  - 3e de la Prueba Loinaz
- 1936
  - 2e du championnat d'Espagne sur route
  - 2e du GP Republica
  - 3e du Grand Prix des Nations
- 1937
  - Bordeaux-Angoulême
- 1940
  - 2e de la Doble Bragado

## Résultats sur les grands tours

### Tour de France
1 participation
- 1934 : 30e

### Tour d'Italie
1 participation
- 1931 : abandon

### Tour d'Espagne
1 participation
- 1935 : abandon (5e étape)